# Uprząż szorowa
Uprząż szorowa, uprząż węgierska – rodzaj uprzęży, wywodzący się z węgierskich tradycji zaprzęgowych, i polega na tym, że siłą pociągowa przenosi się w niej przez napierśnik.
Oryginalna uprząż węgierska powinna mieć pasy pociągowe zszyte na okrągło w 4/5 swej długości licząc od końca i zakończone specjalnymi pętlami bez żadnych okuć. Jest ona upiększona przez splecione paski tzw. szalanki i kolorowe wstążki, a przy zaprzęgach wielokonnych także w dzwonki przypięte do bocznych pasów pociągowych.

## Rodzaje uprzęży szorowych
- Uprząż szorowa wyjazdowa ma węższy napierśnik, elementy metalowe często posiadają zdobienia a skóra bywa lakierowana.Siodełko-nagrzbietnik jest usztywniony i podszyty poduszkami z miejscem na kłąb konia. Nadaje się do użytku w lekkim eleganckim pojeździe.

- Uprząż szorowa maratonowa ma napierśnik szeroki, prosty lub profilowany anatomicznie tak aby nie uciskał tchawicy konia, często dopina się pod niego miękki podkład. Może być wykonana ze skóry lub specjalnego syntetycznego tworzywa, które jest łatwe do umycia i nie wymaga takiej starannej konserwacji jak skóra. Solidnie wykonana uprząż maratonowa przeznaczona jest do dynamicznej jazdy terenowej w jeździe sportowej.

- Uprząż szorowa robocza powinna byś mocna, wykonana z grubej skóry z szerokim napierśnikiem bez zbędnych zdobień. Składa się z tych samych elementów co wyjazdowa jednak są one prostsze i łatwe w dopasowywaniu. Służy ona głównie do prac gospodarskich i nadaje się do jazdy bryczką.